# Le Mesnil-Aubry
Le Mesnil-Aubry ist eine französische Gemeinde mit 901 Einwohnern (Stand: 1. Januar 2022) im Département Val-d’Oise in der Region Île-de-France; sie gehört zum Arrondissement Sarcelles und zum Kanton Fosses (bis 2015: Kanton Écouen). Die Einwohner werden Mesnilois genannt.

## Geographie
Le Mesnil-Aubry liegt etwa 22 Kilometer nordnordöstlich von Paris. Umgeben wird Le Mesnil-Aubry von den Nachbargemeinden Villiers-le-Sec im Norden und Nordwesten, Mareil-en-France im Norden und Nordosten, Fontenay-en-Parisis im Osten, Le Plessis-Gassot im Südosten, Écouen im Süden, Ézanville im Südwesten sowie Attainville im Westen.

## Bevölkerungsentwicklung
| Jahr                      | 1962 | 1968 | 1975 | 1982 | 1990 | 1999 | 2006 | 2012 |
| Einwohner                 | 511  | 509  | 477  | 500  | 693  | 757  | 962  | 908  |
| Quelle: Cassini und INSEE |      |      |      |      |      |      |      |      |

## Sehenswürdigkeiten

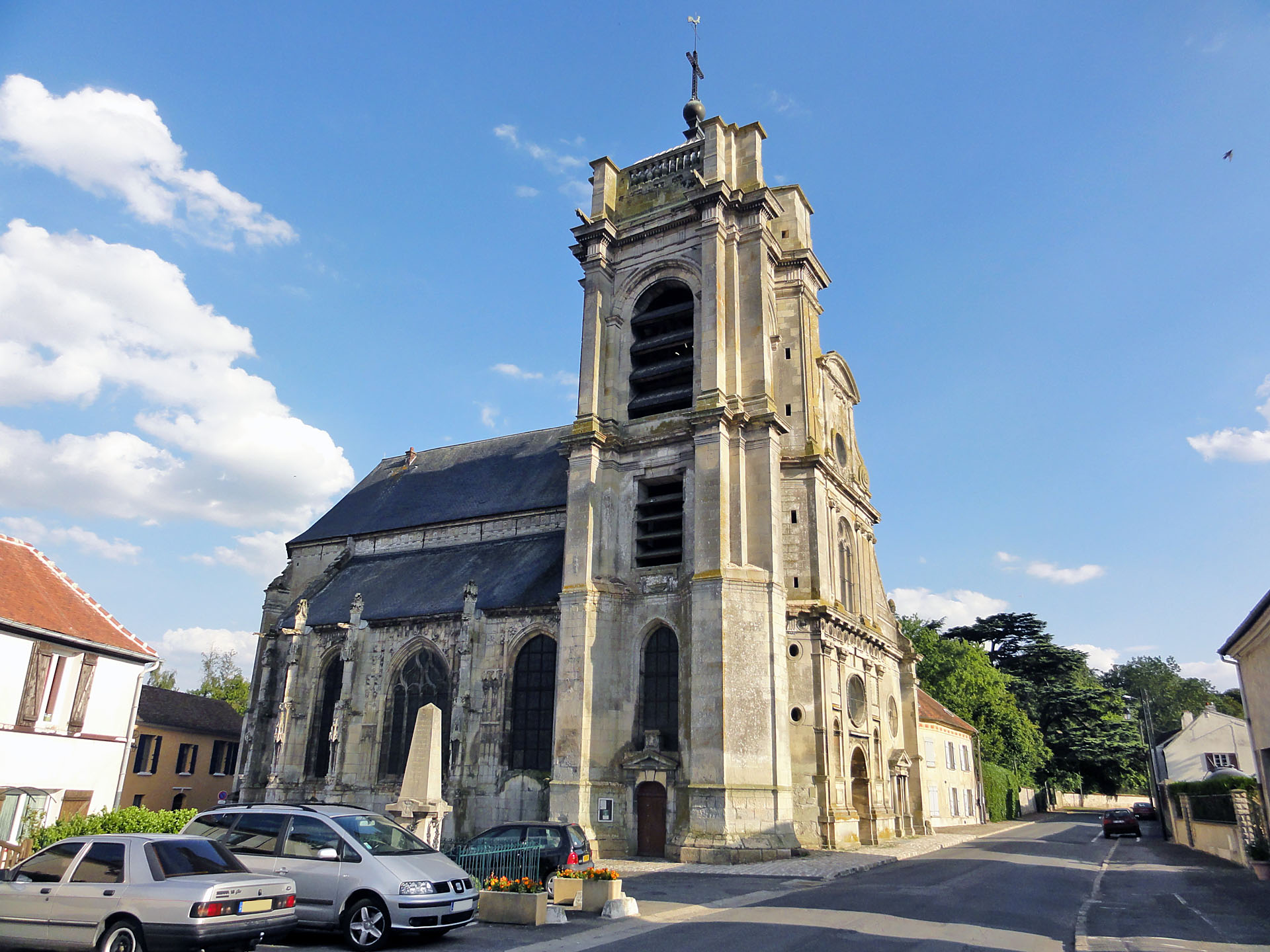
Kirche Notre-Dame

- Renaissance-Kirche Notre-Dame-de-la-Nativité (Monument historique seit 1840), im 16. Jahrhundert erbaut, imposanter Glockenturm

## Persönlichkeiten
- Louis-Emmanuel de Valois (1596–1653), u. a. Baron von Le Mesnil-Aubry